# 伯爵夫人 (田口掬汀)
『伯爵夫人』（はくしゃくふじん）は、1905年（明治38年）に発表された田口掬汀による日本の小説、家庭小説である。同作を原作とし、1912（明治45年）に横田商会、1915（大正4年）に日活向島撮影所がそれぞれ製作・公開した日本のサイレント映画は、いずれも『ルイズの最後』（ルイズのさいご）のタイトルであるが、これについても本項で詳述する。

## 略歴・概要
小説『伯爵夫人』の初出は、田口掬汀の勤務先が発行する『萬朝報』紙上で、1905年（明治38年）に掲載された。同年、田口の本名である「田口鏡次郎」名義での個人事業として、『伯爵夫人』全2冊が刊行されている。同作、および前年に同じく『萬朝報』に連載した『女夫波』はたいへん人気となり、いずれも映画化されている。
本作は、発表の7年後に、日活への合併を目前とした横田商会で『ルイズの最後』のタイトルで映画化され、その3年後に日活向島撮影所でリメイクされている。
映画『ルイズの最後』は、いずれのヴァージョンも、東京国立近代美術館フィルムセンターに所蔵されていない。
小説『伯爵夫人』は、2009年（平成21年）12月現在、すべて絶版である。青空文庫にも収録されていない。国立国会図書館の「近代デジタルライブラリー」には、1905年版、1910年版がデジタル画像収録されており、ウェブサイト上で閲覧・ダウンロードが可能である。 ⇒ #ビブリオグラフィ

## フィルモグラフィ
- 『ルイズの最後』 : 監督不明、横田商会、1912年
- 『ルイズの最後』 : 監督小口忠、日活向島撮影所、1915年

## 1912年版
『ルイズの最後』（ルイズのさいご）は、1912年（明治45年）製作・公開、横田商会製作・配給による日本のサイレント映画、女性映画である。

### スタッフ・作品データ・キャスト（1912年版）
- 監督・脚本 : 不明
- 原作 : 田口掬汀
- 出演 : 不明
- 製作 : 横田商会
- 上映時間（巻数） : 不明
- フォーマット : 白黒映画 - スタンダードサイズ（1.33:1） - サイレント映画
- 公開日 :  日本 1912年7月15日
- 配給 :  横田商会
- 初回興行 : 浅草・富士館

## 1915年版
『ルイズの最後』（ルイズのさいご）は、1915年（大正4年）製作・公開、日活向島撮影所製作、日活配給による日本のサイレント映画、女性映画である。別名『伯爵夫人』（はくしゃくふじん）。

### スタッフ・作品データ・キャスト（1915年版）
- 監督 : 小口忠
- 脚本 : 不明
- 原作 : 田口掬汀
- 出演 : 不明
- 製作 : 日活向島撮影所
- 上映時間（巻数） : 不明
- フォーマット : 白黒映画 - スタンダードサイズ（1.33:1） - サイレント映画
- 公開日 :  日本 1915年2月
- 配給 :  日活
- 初回興行 : 浅草・オペラ館

## ビブリオグラフィ
国立国会図書館蔵書。
- 『伯爵夫人』前篇・後篇、田口鏡次郎、1905年 - 1906年
- 『伯爵夫人 終編』、日高有倫堂、1910年

## 註
1. 1 2  OPAC NDL 検索結果、国立国会図書館、2009年12月1日閲覧。
2. 1 2  田口掬汀、日本映画データベース、2009年12月1日閲覧。
3. ↑  所蔵映画フィルム検索システム、東京国立近代美術館フィルムセンター、2009年12月1日閲覧。
4. ↑  田口掬汀、青空文庫、2009年12月1日閲覧。
5. ↑  国立国会図書館デジタルコレクション、国立国会図書館、2009年12月1日閲覧。